# Acacia trigonophylla
Acacia trigonophylla é uma espécie de leguminosa do gênero Acacia, pertencente à família Fabaceae.